# Lúcio Visélio Varrão
Lúcio Visélio Varrão (em latim: Lucius Visellius Varro) foi um senador romano eleito cônsul em 24 com Sérvio Cornélio Cetego. Era filho de Caio Visélio Varrão, cônsul em 12.

## Carreira
O pai de Lúcio, Caio, serviu como legado imperial da Germânia Inferior em 21 com Caio Sílio e os dois enfrentaram uma revolta de uma facção tréveros, liderada por Júlio Floro, e de seus aliados éduos, liderados por Júlio Sacrovir. O poderoso prefeito pretoriano Lúcio Élio Sejano, que temia não apenas a fama de Sílio, mas também a amizade da esposa dele, Sósia Gala, com a esposa de Germânico, Agripina, aproveitou a eleição de Lúcio em 24 para o consulado. Aproveitando a mágoa de Lúcio em relação Sílio, que teria tomado a glória toda para si, Sejano convenceu-o a acusar Sílio de ser cúmplice na revolta de Sacrovir e de se apropriar indevidamente de dinheiro provincial na Gália. Sílio, sentindo-se desonrado, preferiu não enfrentar a falsa acusação e se matou; Sósia Gala foi exilada.